# Neleus (syn Kodrosa)
Neleus (również Neleusz, gr. Νηλεύς) – przedstawiciel dynastii Neleidów, syn Kodrosa, wnuk Melantosa, młodszy brat Medona .
Neleus był przywódcą pierwszej fali migracji Jonów na tereny zachodniego wybrzeża Azji Mniejszej, której początek datuje się w oparciu o akme Kodrosa na rok w przybliżeniu 1000 p.n.e. Jonowie przybyli do Attyki (którą od czasów Melantosa władali Neleidzi) po tym, jak zostali wyparci z Achai przez przybyszy (Achajów) z Argolidy i Lacedemonu. Jak podaje tradycja, cztery pokolenia po migracji eolskiej rozpoczęła się wędrówka jońska, która według Tukidydesa wieńczyła okres wieków ciemnych na kontynencie greckim. Jej powodzenie zawdzięczano przede wszystkim potędze morskiej i dobremu kierownictwu, jakie zapewnić mogły w tamtym okresie tylko Ateny. Pierwsza fala Jonów prowadzona przez dwóch członków rodu Neleidów (w tym Neleusa) dotarła do Azji Mniejszej, gdzie doszło do porozumienia między przybyszami a poprzednimi mieszkańcami – Kreteńczykami i Kadmejczykami, którzy ze swej strony wypędzili Karów – wojowniczy lud żeglarski, spokrewniony z Myzyjczykami i Lidyjczykami. Druga grupa pod przywództwem Andrajmona z Pylos zdobyła Kolofon i eolską Smyrynę. Dzieło zapoczątkowane przez Neleusa zakończyło się powstaniem dwunastu jońskich miast na wybrzeżu azjatyckim i sąsiednich wyspach (słynna jońska dodekapolis) .
Postać Neleusa została wspomniana przez Mimnermosa, poetę greckiego z VII wieku p.n.e., w jego wierszu opisującym wydarzenia z okresu wędrówki Jonów .